# Isla Trinidad (Malvinas)

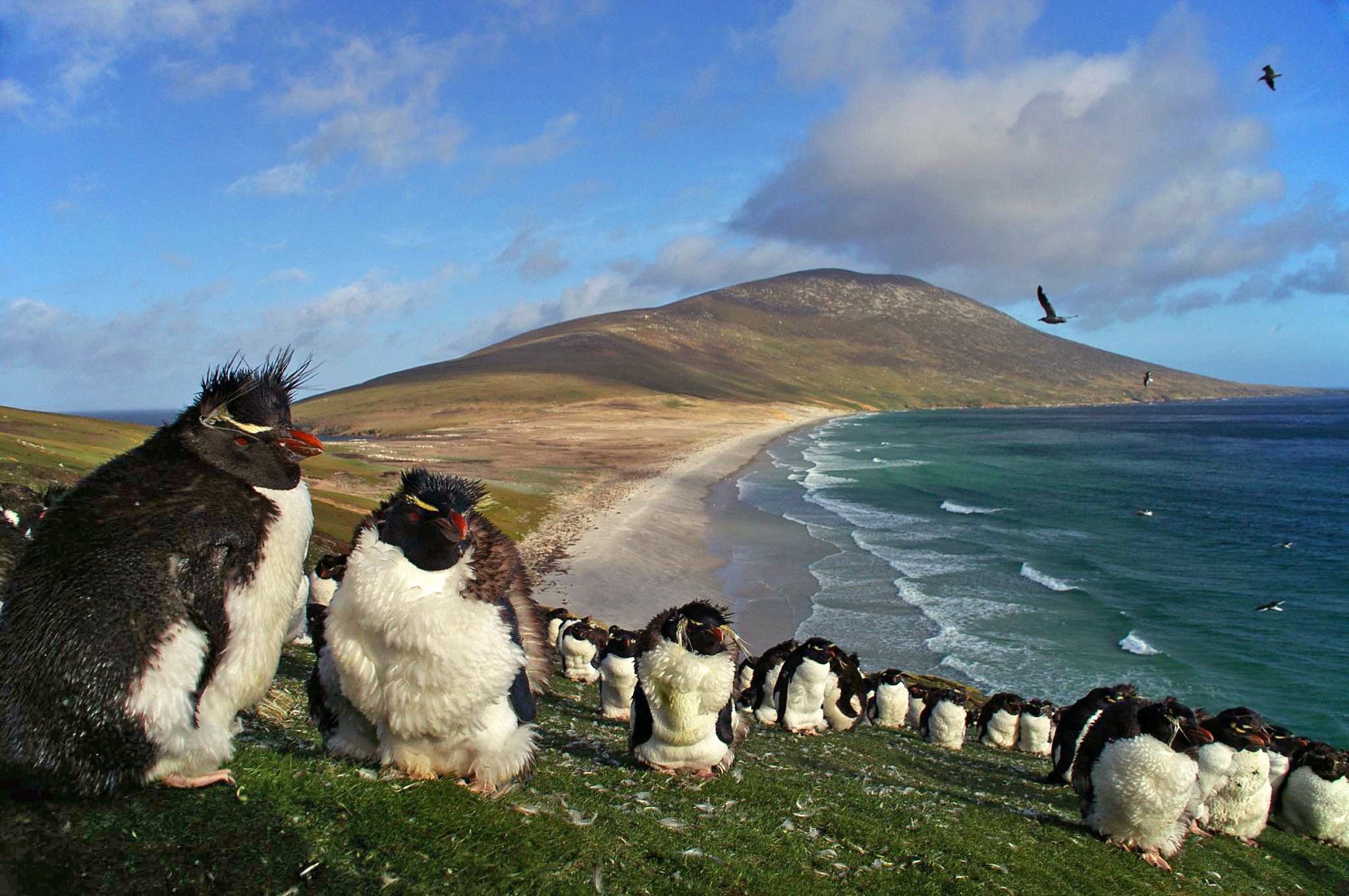
Pingüinos de penacho amarillo en la isla.

La isla Trinidad (en inglés: Saunders island) es una de las islas del archipiélago de las Malvinas, ubicada al noroeste de la isla Gran Malvina y al norte de la bahía San Francisco de Paula. Tiene una superficie de 120 km² y es la cuarta más grande de las Malvinas. Actualmente se utiliza para la cría de ovejas.
Administrada por el Reino Unido como parte del territorio de ultramar de las Islas Malvinas, es activamente reclamada por Argentina que la incluye como parte integral del Departamento Islas del Atlántico Sur dentro de la Provincia de Tierra del Fuego, Antártida e Islas del Atlántico Sur.

## Historia
En esta isla estuvo ubicado el primer establecimiento británico en las Malvinas, Port Egmont (Puerto de la Cruzada), fundado en 1765. 
En 1770, una expedición española entró a ese puerto y expulsó a los británicos, pero tras un conflicto que casi desembocó en una guerra con España, se les restituyó el puerto en 1771, con el compromiso secreto de su próxima evacuación por los británicos.
Tres años después, en 1774, los británicos abandonaron la isla (en cumplimiento del pacto secreto), dejando una placa en la que proclamaban su soberanía sobre el territorio, que en 1776 fue enviada a Buenos Aires por los españoles, 
Finalmente, en marzo de 1780, el asentamiento fue destruido por órdenes del gobierno de Madrid, no volviendo a ser reconstruido con posterioridad.
En la isla anidan cuatro variedades de pingüinos, albatros y muchas otras aves.